# Prix du roman populiste
Prix du roman populiste ist ein französischer Literaturpreis.

## Geschichte
Er wurde 1929 von Antonine Coullet-Tessier geschaffen und im darauf folgenden Jahr erstmals verliehen. Der Preis sollte im Zuge des literarischen Populismus einen Roman auszeichnen, der das gemeine Volk als Personen beschreibt und handeln lässt. Unter Populismus ist die in Russland in den 1870er Jahren entstandene Bereitschaft junger Studenten zu verstehen, die ihre Universität verließen, um ihr Wissen mit Bauern und Handwerkern zu teilen. In Frankreich wurde diese Bewegung von Léon Lemonnier (1890–1953) und André Thérive (1891–1967) vorangetrieben und in einem Manifest der Arbeit am 27. August 1929 veröffentlicht.
Der Preis wurde nicht in den Jahren von 1937 bis 1939, 1946 und 1947 und 1978 bis 1983 vergeben.

## Preisträger
| - 1930 – Marcel Aymé für La rue sans nom - 1931 – Eugène Dabit für Hôtel du Nord - 1932 – Jules Romains für Les hommes de bonne volonté - 1933 – Henri Pollès für Sophie de Tréguier - 1934 – Marie Gevers für Madame Orpha ou la sérénade de mai - 1935 – Henri Troyat für Faux Jour - 1936 – Tristan Rémy für Faubourg Saint-Antoine - 1937–1939 nicht verliehen - 1940 – Jean-Paul Sartre für Le mur - 1941 – Jean Rogissart für Le fer et la forêt - 1942 – Louis Guilloux für Le pain des rêves - 1943 – Marius Richard für Naissance de Phèdre - 1944 – Jean Merrien für Bord à bord - 1945 – Emmanuel Roblès für Travail d’homme - 1946–1947 nicht verliehen - 1948 – Armand Lanoux für La Nef des fous - 1949 – Serge Groussard für Des gens sans importance - 1950 – René Fallet für Bamlieue sud-est, La fleur et la souris, Pigalle - 1951 – Émile Danoën für Une maison soufflée aux vents - 1952 – Herbert Le Porrier für Juliette au passage - 1953 – Mouloud Feraoun für Le terre et le sang - 1954 – Yves Gibeau für Les gros sous - 1955 – René Masson für Les compères de miséricordie - 1956 – Jean-Pierre Chabrol für Le bout-galeux - 1957 – Jean Anglade für L’immeuble Taub - 1958 – René Rembauville für La boutique des regrets éternels - 1959 – Paule Wislenef für La Polonaise à Chopin - 1960 – André Kédros für Le dernier voyage du „Port-Polis“ - 1961 – Christiane Rochefort für Les petits enfants du siècle - 1962 – Bernard Clavel für La maison des autres - 1963 – Jean-Marie Gerbault für Chers poisons - 1964 – René Pons für Couöeur de cendre - 1965 – Jean Hougron für Histoire de Georges Guersant - 1966 – André Remacle für Le temps de vivre - 1967 – André Stil für André - 1968 – Pierre Fritsch für Le Royaume de la côte - 1969 – Pierre Basson für Le tête - 1970 – Maurice Frot für Nibergue - 1971 – André Pierrard für La fugue flamande - 1972 – Clément Lépidis für Le marin de Lesbos - 1973 – Jean-Marie Peupert für Mère angoisse | - 1974 – Raymond de Lavilledieu für L’amour guêpe - 1975 – Raymond Jean für Le femme attentive - 1976 – Alain Gerber für Une sorte de bleu - 1977 – Claude Aubin für Le marin de fortune - 1978 – 1983 nicht verliehen - 1984 – Daniel Zimmermann für La légende de Marc et Jeanne - 1985 – Leïla Sebbar für Les carnets de Shérazade - 1986 – Ada Ruata für Elle voulait voir la mer? - 1987 – Gérard Mordillat für À quoi pense Walter? - 1988 – Daniel Rondeau für L’enthousiasme - 1989 – René Frégni für Les chemins noir - 1990 – Didier Daeninckx für Le facteur fatal - 1991 – Sylvier Caster für Bel-Air - 1992 – Pierre Mezinski für Simon Rouverin, le forçat du canal - 1993 – Denis Tillinac für Rugby blues - 1994 – Jean Vautrin für Symphonie Grabuge - 1995 – Patrick Besson für Les Braban - 1996 – Hérve Jaouen für L’allumeuse d’étoiles - 1997 – Rachid Boudjedra für Le vie à l’endroit - 1998 – Jean-Marie Gourio für Chut! - 1999 – Jean Ferniot für Un temps pour aimer, un temps pour haïr - 2000 – Philippe Lacoche für H.L.M. - 2001 – Daniel Picouly für Paulette et Roger - 2002 – Marie Rouanet für Enfantine - 2003 – Dominique Sampiero für Le rebutant - 2004 – Laurent Gaudé für Le soleil de Scorta - 2005 – Louis Nucera für sein Gesamtwerk (posthum) - 2006 – Akli Tadjer für Bel-Avenir - 2007 – Olivier Adam für Á l’Abri de rien - 2009 – Samuel Benchetrit für Le cœur den dehors - 2010 – Natacha Boussaa für Il vous faudra nous tuer - 2011 – Shumona Sinha für Assommons les pauvres ! - 2012 – Thierry Beinstingl für Ils désertent - 2013 – Violaine Schwartz für Le vent dans la bouche - 2014 – Dominique Fabre für Photos volées - 2015 – Didier Castino für Après le silence - 2016 – Hugo Boris für Police - 2017 – Titaua Peu für Pina - 2018 – Estelle-Sarah Bulle für Là où les chiens aboient par la queue - 2019 – Joseph Ponthus für À la ligne - 2021 – Samira Sedira für Des gens comme eux - 2022 – Dan Nisand für Les Garçons de la cité-jardin - 2023 – Gilles Marchand für Le Soldat désaccordé |